# Raoti (Ratlam)
|  | Per a altres significats, vegeu «Raoti». |

Raoti és una vila i panchayat al districte de Ratlam a Madhya Pradesh. Està en vies de ser constituïda en capital d'un tehsil. Està situada a 23° 14′ 00″ N, 74° 50′ 00″ E / 23.2333°N,74.8333°E. la seva població actual ja supera els deu mil habitants.
Raoti fou capital d'un principat sorgit de l'antic principat de Ratlam el 1706. Va conquerir la mateixa Ratlam el 1716, però el raja fou mort el 1717 i l'emperador el va cedir junt amb Ratlam a Man Singh que el va assignar el 1730 al seu germà Jai Singh (que en fou governador de facto del 1717 al 1730). El 1736 Jai Singh va fundar una nova capital, Sailana i el principat va agafar aquest nom.
Vegeu Ratlam i Sailana.